# Lijst van gouverneurs van Kerala
Dit is een lijst van gouverneurs van de Indiase deelstaat Kerala. De gouverneur is hoofd van de deelstaat en wordt voor een termijn van vijf jaar aangewezen door de president. De rol van de gouverneur is hoofdzakelijk ceremonieel en de echte uitvoerende macht ligt bij de ministerraad, met aan het hoofd de chief minister.
| #   | Naam                        | Begin termijn    | Einde termijn    |
| --- | --------------------------- | ---------------- | ---------------- |
| 1   | Burgula Ramakrishna Rao     | 22 november 1956 | 1 juli 1960      |
| 2   | Varahagiri Venkata Giri     | 1 juli 1960      | 2 april 1965     |
| 3   | Ajith Prasad Jain           | 2 april 1965     | 6 februari 1966  |
| 4   | Bhagwan Sahay               | 6 februari 1966  | 15 mei 1967      |
| 5   | Venkata Viswanathan         | 15 mei 1967      | 1 april 1973     |
| 6   | Niranjan Nath Wanchoo       | 1 april 1973     | 10 oktober 1977  |
| 7   | Jothi Venkatachalam         | 14 oktober 1977  | 27 oktober 1982  |
| 8   | P. Ramachandran             | 27 oktober 1982  | 23 februari 1988 |
| 9   | Ram Dulari Sinha            | 23 februari 1988 | 12 februari 1990 |
| 10  | Swaroop Singh               | 12 februari 1990 | 20 december 1990 |
| 11  | Basavayya Rachaiah          | 20 december 1990 | 9 november 1994  |
| 12  | Punjala Shiv Shankar        | 12 november 1995 | 1 mei 1996       |
| 13  | Khurshid Alam Khan          | 5 mei 1996       | 25 januari 1997  |
| 14  | Sukhdev Singh Kang          | 25 januari 1997  | 18 april 2002    |
| 15  | Sikander Bakht              | 18 april 2002    | 23 februari 2004 |
| wnd | Triloki Nath Chaturvedi     | 25 februari 2004 | 23 juni 2004     |
| 16  | Raghunanthanlal Bhatia      | 23 juni 2004     | 10 juli 2008     |
| 17  | Ramkrishnan Suryabhan Gavai | 11 juli 2008     | 7 september 2011 |
| 18  | M. O. Hasan Farook Maricar  | 8 september 2011 | 26 januari 2012  |
| wnd | Hansraj Bhardwaj            | 26 januari 2012  | 22 maart 2013    |
| 19  | Nikhil Kumar                | 23 maart 2013    | 5 maart 2014     |
| 20  | Sheila Dikshit              | 5 maart 2014     | 4 september 2014 |
| 21  | P. Sathasivam               | 5 september 2014 | 6 september 2019 |
| 22  | Arif Mohammad Khan          | 6 september 2019 | huidig           |